# التعليم في كولومبيا

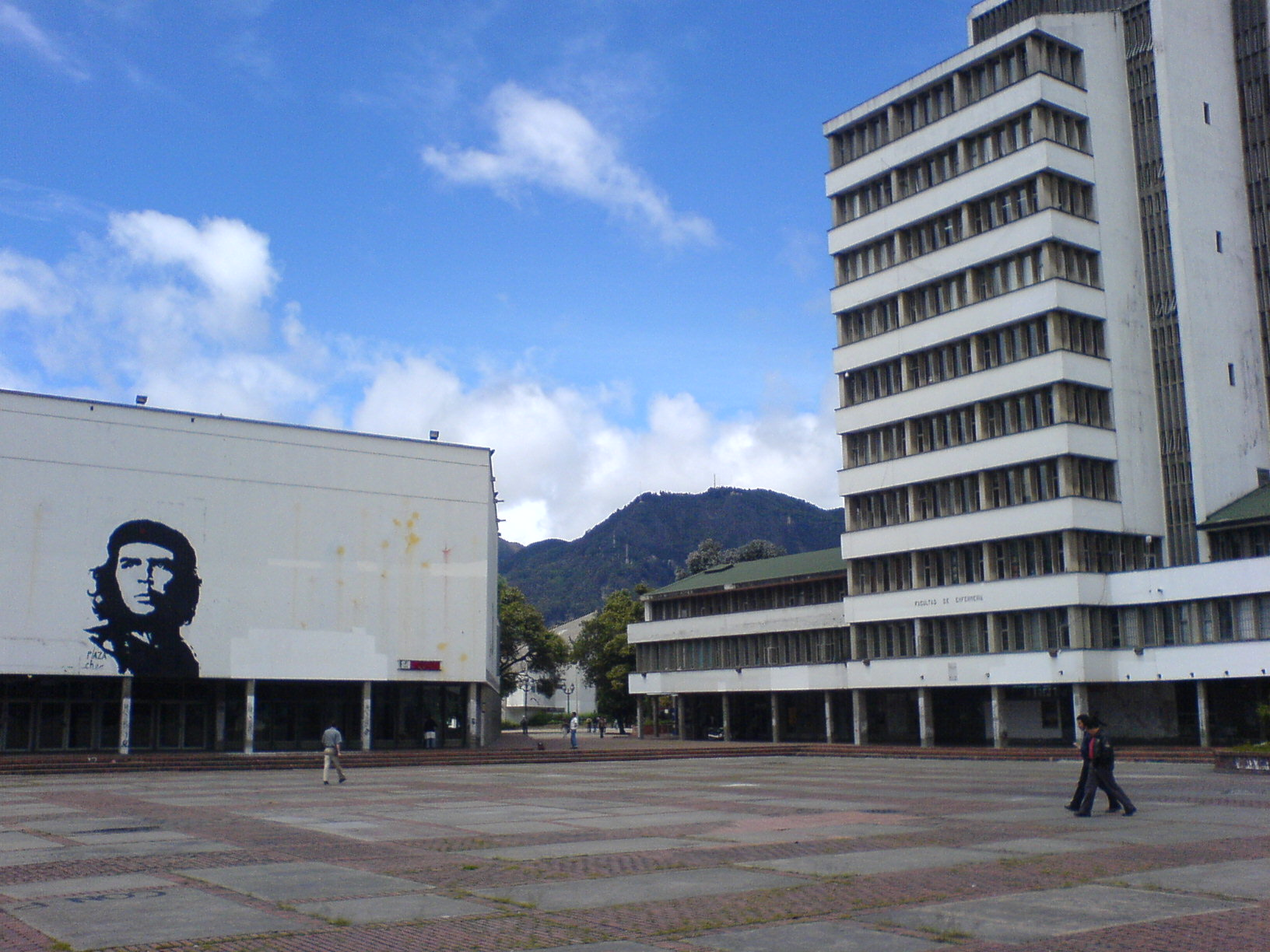
ساحة تشي أو ساحة سانتاندير، جامعة كولومبيا الوطنية، بوغوتا

يتقن حوالي 91% من البالغين في شعب كولومبيا القراءة والكتابة وذلك طبقًا لتقديرات الحكومة الكولومبية.
لقد جعلت الحكومة التعليم إلزاميًا على جميع الأطفال الذين تتراوح أعمارهم بين السابعة والحادية عشرة. لكن كثيرًا من الأطفال في الريف لا يستطيعون الوفاء بهذا المطلب لأن مدارسهم لا تضم إلا فصلين أو ثلاثة. وتوجد في كولومبيا حوالي 40 جامعة لكن الجامعة الوطنية في بوغوتا هي أكبر الجامعات. ويشمل التعليم في كولومبيا مدرسة حضانة، المدارس الابتدائية، الثانوية، التعليم التقني وقائمة الجامعات في كولومبيا جامعة التعليم.
وتضم المدرسة الابتدائية 5 سنوات تعليم النظامي. عادة ما تكون انتساب الأطفال في الصف الأول 1، في سن الخامسة. حضور صافي الإلتحاق الأولية (النسبة المئوية للفئة العمرية ذات الصلة) المدرسة الإبتدائية (الأولية) في عام 2001 بلغت 89.5 في المائة. في بعض المناطق الريفية، معلمين مؤهلين تأهيلاً ضعيفاً وإنخفاض معدلات الطلبة مرتفعة. في المناطق الحضرية، ومن ناحية أخرى، المعلمين، عموما على احترافية جيدة الإعداد ودراية بمهنتهم. [بحاجة لمصدر]
ومع ذلك وضعت كولومبيا طريقة التدريس، والمعروفة باسم جديد أو «المدرسة الجديدة». الأسلوب الذي يحول نموذج التعلم التقليدية حيث أن المعلم هو واحد فقط الحديث ونقل المعلومات في الفصول دراسية. والفكرة أن يتم وضع الطلاب في مراكز عملية التعلم في المجتمعات الريفية. منذ عقود بعد تم ووضعت النموذج الأولي في عام 1975، مدرسة جديدة تلقي بما فيها الدعم المالي من الحكومة الكولومبية، واليونسكو، والبنك الدولي، وتم تنفيذه في السياسة التعليمية الوطنية في كولومبيا في أواخر الثمانينات. عام 1988، أعلنت اليونسكو أن كولومبيا هي البلد الوحيد في أمريكا اللاتينية ومنطقة البحر الكاريبي حيث تفوقت المدارس الريفية المدارس الحضرية بسبب الأسلوب الجديد في المدرسة. بين عامي 2007 و 2009، يدرس البرنامج 000 700 من الأطفال في كولومبيا، والطراز وينفذ الآن في المدارس 20,000 عبر البلاد. الآن توسعت المدرسة الجديدة دوليا إلى 17 بلدا، بما في ذلك البرازيل والفلبين والهند، ويستفيد منها أكثر من 5 ملايين طفل.
وينقسم التعليم الثانوي والرابع في التعليم الثانوي الأساسي (الصفوف من 6 إلى 9) ومنتصف الثانوية (الصفوف 10 و 11). ويقدم التعليم الثانوي منتصف (وعادة ما تبدأ في سن 15 أو 16) كثيرة مختلفة «المسارات»، وكلها تؤدي إلى المناهج الخاصة بهم لمدة سنتين بعد «بكالوريوس». خارج المنهج الأكاديمي المعتاد (المدرسة الثانوية أكاديميكوي)، يمكن متابعة الطلاب بشكل واحد من المسارات التقنية التالية (البكالوريا أو التكنولوجيا en أبليكادو): المسار الصناعي (المدارس الصناعية)، والمسار التجاري (الأردنية التجارية)، تتبع التربوية (التعليم الثانوي)، وتعقب الزراعية (المدرسة الثانوية الزراعية)، مسار النهوض الاجتماعي (المدرسة الثانوية بروموسيونيو الاجتماعية).
مطلوب مرحلة «البكالوريوس» للاستمرار في التعليم العالي سواء المرحلة الأكاديمية أو المهنية. ومع ذلك، يمكن كما نرحب بمؤسسات التعليم العالي التقني والمهني الطلاب مع «مؤهل في الفنون والأعمال». يمنح هذا المؤهل بنهر السين بعد سنتين المنهج الدراسي. التعليم الجامعي، ينقسم إلى درجة وكيل الدراسات العليا والدرجات العليا وينظمها القانون 30 لعام 1992. معظم الشهادات الجامعية 5 سنوات طويلة. تشكيل التقنية يستمر عادة من 3 سنوات. ويشمل التعليم الجامعي التخصصات، والماجستير وبرامج الدكتوراه.